# جو اسمیت
جو اسمیت (به انگلیسی: Joe Smith) بازیکن فوتبال زادهٔ ۱۰ آوریل ۱۸۹۰ اهل انگلستان که سابقهٔ بازی در تیم ملی فوتبال انگلستان را در کارنامهٔ خود دارد. وی در تاریخ ۲۵ اکتبر ۱۹۱۹ نخستین بازی ملی خود را در مقابل تیم ملی فوتبال ایرلند انجام داد و با حضور در ۲ بازی ملی، در تاریخ ۲۱ اکتبر ۱۹۲۲ واپسین بازی ملی‌اش را در برابر تیم ملی فوتبال ایرلند شمالی برگزار کرد.